# Хосе Габріел де Гінеа
Хосе Габріел де Гінеа (ісп. José Gabriel de Guinea) — баскський підприємець, президент клубу «Депортіво Алавес» з міста Віторія-Гастейс. З 1923 ро 1928 рік — другий за ліком президент головного футбольного клубу Алави.

## Життєпис
Хосе Габріел де Гінеа походив із сім'ї впливової баскської шляхти, яка вважалася батьками-зачинателями міста і руху за незалежність басків. Його предки керували громадою міста, відтак і Хосе Габріеля обирали до різних громадських асоціацій. Коли в місті постав спортивний клуб, родина Гінеа стала його акціонерами-сосіос, і так тривало покоління за поколінням.
Хосе Габріел де Гінеа продовжував родинні справи і був активним сосіос клубу, а потім, в 1923 році, його обрали очільником футболу міста, президентом «Депортиво Алавес». Йому випав найтриваліший період управління клубом. За його керування сформувалася постійна футбольна команда міста, почалася систематична участь в футбольних турнірах. А найголовніше його досягнення — відстоювання місця під футбольний майданчик (в полеміці із велосипедистами, які пізніше таки вибудували велодром), і побудова футбольного поля-стадіону, який пізніше отримав назву «Мендісорроса».
Тож своєму наступнику Федеріко дель Кампо, Хосе Габріел де Гінеа передав цілком уже сформовану футбольну команду та футбольний клуб із чималою когортою сосіос та власним стадіоном.